# Frederic Murray
Frederic Seymour "Fred" Murray (San Francisco, Califòrnia, 15 de maig de 1894 - Monterey, Califòrnia, 16 de juliol de 1973) va ser un atleta estatunidenc, especialista en els 110 metres tanques, que va competir a començaments del segle xx.
El 1920 va prendre part en els Jocs Olímpics d'Anvers, on disputà la prova dels 110 metres tanques del programa d'atletisme. En ella guanyà la medalla de plata en quedar rere el canadenc Earl Thomson i el seu compatriota Harold Barron.
Havia estat capità de l'equip de pista en la Universitat Stanford el 1916. El 1915 es proclamà campió nacional de les 120 iardes tanques. Un cop retirat es va dedicar a fer de dibuixant esportiu.

## Millors marques
- 200 metres. 22.0 (1916)
- 110 metres tanques. 15.0" (1916)
- 400 metres tanques. 58.5" (1919)[2]